# Oriol-en-Royans
 Oriol-en-Royans  es una población y comuna francesa, en la región de Ródano-Alpes, departamento de Drôme, en el distrito de Valence y cantón de Saint-Jean-en-Royans.

## Demografía
| 368 | 385 | 308 | 329 | 349 | 377 |
| Para los censos de 1962 a 1999 la población legal corresponde a la población sin duplicidades (Fuente: INSEE [Consultar]) |     |     |     |     |     |